# Specie di Araneidae
L'elenco esaustivo delle specie della famiglia di aracnidi Araneidae è alquanto lungo.
Si è provveduto a dividerlo nella seguenti sottopagine:
- Per le specie incluse in generi che hanno per iniziale la lettera A: Specie di Araneidae (A)
- Per le specie incluse in generi che hanno per iniziale dalla lettera B alla lettera F: Specie di Araneidae (B-F)
- Per le specie incluse in generi che hanno per iniziale dalla lettera G alla lettera M: Specie di Araneidae (G-M)
- Per le specie incluse in generi che hanno per iniziale dalla lettera N alla lettera Z: Specie di Araneidae (N-Z)